# Aron Tager
Aron Tager (New York-Brooklyn, 1934. június 30. – Toronto, Ontario, 2019. február 28.) amerikai születésű kanadai színész.

## Filmjei

### Mozifilmek
- Léolo (1992)
- Canvas (1992)
- Requiem pour un beau sans-coeur (1992)
- Mothers and Daughters (1992)
- Sweet Killing (1993)
- Because Why (1993)
- Warriors (1994)
- C'était le 12 du 12 et Chili avait les blues (1994)
- Hegylakó 3.: A mágus (Highlander III: The Sorcerer) (1994)
- Dr. Jekyll Junior (1995)
- Curtis's Charm (1995)
- Gyilkosság a Fehér Házban (Murder at 1600) (1997)
- A becsület kötelez (Blind Faith) (1998)
- A harmadik csoda (The Third Miracle) (1999)
- X-Men – A kívülállók (X-Men) (2000)
- Century Hotel (2001)
- Szerelem a végzeten (Serendipity) (2001)
- A védelem bére (Protection) (2001)
- Táncábránd (Fancy Dancing) (2002)
- A Lobster Tale (2006)
- Piás polák bérgyilkos (You Kill Me) (2007)
- Legénybúcsú a vadonban (Stag) (2013)

### Tv-filmek
- Armen and Bullik (1993)
- A Maharadzsa lánya (The Maharaja's Daughter) (1994)
- Peacekeepers (1997)
- Oroszlánbarlangban (The Long Island Incident) (1998)
- His Bodyguard (1998)
- Tökéletes katona 2: Újra fegyverben (Universal Soldier II: Brothers in Arms) (1998)
- Tökéletes katona 3: Befejezetlen ügy (Universal Soldier III: Unfinished Business) (1998)
- Scandalous Me: The Jacqueline Susan Story (1998)
- Az ördög számtana (The Devil's Arithmetic) (1999)
- My Gentlemen Friends (1999)
- Rocky Marciano (1999)
- Mindörökké rock 'n' roll: Az Alan Freed sztori (Mr. Rock 'n' Roll: The Alan Freed Story) (1999)
- A Holiday Romance (1999)
- Common Ground (2000)
- Leszámolás Torontóban – A balkáni kapcsolat (Chasing Cain) (2000)
- Judy Garland: Én és az árnyékaim (Life with Judy Garland: Me and My Shadows) (2001)
- Őrizd meg a hited!  (Keep the Faith, Baby) (2002)
- Fekete vonat (10,000 Black Men Named George) (2002)
- Patkányok (The Rats) (2002)
- Az egyezség (The Pact) (2002)
- Martin és Lewis (Martin and Lewis) (2002)
- Második nekifutásra (Second String) (2002)
- A salemi boszorkányper (Salem Witch Trials) (2002)
- Körbebástyázva (Good Fences) (2003)
- Hajléktalanul a Harvardon (Homeless to Harvard: The Liz Murray Story) (2003)
- Ők sem voltak szentek (Lives of the Saints) (2004)
- Fosztogatók (Cool Money) (2005)
- Hősök: Újjászületés (Heroes Reborn) (2015)

### Tv-sorozatok
- Blazing Dragons (1996–1998, 26 epizódban)
- Stickin' Around (1996–1998, 14 epizódban)
- The Adventures of Sam & Max: Freelance Police (1997–1998, 14 epizódban)
- A bolygó neve: Föld (Earth: Final Conflict) (1998, egy epizódban)
- Az elveszett ereklyék fosztogatói (Relic Hunter) (1999, egy epizódban)
- Blaster's Universe (1999, nyolc epizódban)
- Pöttöm George (George Shrinks) (2000, egy epizódban)
- Z-akták (The Zack Files) (2000, egy epizódban)
- Piszkos ügynökök (Thieves) (2001, egy epizódban)
- Monk – A flúgos nyomozó (Monk) (2002, egy epizódban)
- Kojak (2005, egy epizódban)
- Jane és a sárkány (Jane and the Dragon) (2006, hang, 26 epizódban)
- Billable Hours (2006–2008, 26 epizódban)
- A horror mesterei (Master of Horror) (2007, egy epizódban)
- Elveszett lány (Lost Girl) (2010, két epizódban)
- Chuck, a dömper kalandjai (The Adventures of Chuck and Friends) (2011, hang, két epizódban)
- Váltságdíj (Ransom) (2017, tíz epizódban)
- My 90-Year-Old Roommate (2018, kilenc epizódban)